# 陶店乡
陶店乡，是中华人民共和国湖北省黄冈市黄州区下辖的一个乡镇级行政单位

## 地理与沿革
1987年9月，黄冈县撤区并乡，将原路口区陶店乡、孙镇乡合并设立新的陶店乡，其命名来自于当地陶姓家族。该乡位于黄州区东北，东临巴河与浠水县隔河相望，西南与路口相邻，西北紧靠堵城镇，东北与陈策楼镇和团风县回龙山镇毗邻，机关在于陶店新街路1号。向北侧有幸福水库，南侧有小汉湖。陶店乡内孙镇、霸城山有古西阳城遗址。

## 行政区划
陶店乡下辖以下地区：
沙子岗村、塘角村、何家楼村、长岭村、幸福村、邱店村、袁家铺村、陶店村、黄泥潭村、茶园村、小汊湖村、苏家铺村、望城村、钟岗村、孙镇村、杨家湾村和坝城山村。